# مرد جاودانه
مرد جاودانه (انگلیسی: The Immortal Man) یک فیلم درام جنایی تاریخی برپایه مجموعه تلویزیونی پیکی بلایندرز به کارگردانی تام هارپر (کارگردان فصل اول این مجموعه) و نویسندگی استیون نایت است. کیلین مورفی دوباره نقش تامی شلبی را ایفا می‌کند. ساخت این فیلم در ژانویه ۲۰۲۱ اعلام شد. پس اعلام آخرین فصل مجموعه پیکی بلایندرز نایت توضیح داد که تصمیم گرفته شده است به جای فصل هفتم یک فیلم بلند تولید شود. نایت قبلاً پیشنهاد داده بود که فیلم در سال ۲۰۲۴ عرضه شود، اما با شروع فیلم‌برداری در سپتامبر ۲۰۲۴، نایت به تاریخ انتشار فیلم در سال ۲۰۲۵ اشاره کرده است.
این فیلم توسط نتفلیکس توزیع خواهد شد.

## داستان
داستان این فیلم در طی جنگ جهانی دوم واقع شده است و چند سال پس از پایان مجموعه تلویزیونی که پس از پیامدهای جنگ جهانی اول بود، جلو می‌رود.

## بازیگران
- کیلین مورفی در نقش توماس مایکل شلبی، کهنه‌سرباز جنگ جهانی اول و لیدر باند پیکی بلایندرز در بیرمنگام[۴]
- ربکا فرگوسن
- تیم راث
- استیون گراهام
- سوفی راندل
- ند دنهی
- پکی لی
- ایان پک
- جی لیکورگو
- بری کیوگن